# Copa Sul-Americana de 2022
A Copa Sul-Americana de 2022, nomeada de forma oficial como CONMEBOL Sul-Americana 2022, foi a 21.ª edição da competição de futebol da América do Sul, organizada anualmente pela Confederação Sul-Americana de Futebol (CONMEBOL). Participaram da competição 56 clubes das dez associações sul-americanas de futebol.
Em 13 de maio de 2021, o conselho da CONMEBOL definiu a cidade de Brasília, no Brasil, para sediar a final em 1 de outubro, no Estádio Mané Garrincha. Contudo, em 23 de junho de 2022, a CONMEBOL alterou a sede para Córdova, na Argentina, no Estádio Mario Alberto Kempes devido à proximidade com as eleições gerais no Brasil um dia após a final.
Em 25 de novembro de 2021, a CONMEBOL anunciou a abolição da regra do gol fora de casa em todas as suas competições de clubes, incluindo a Copa Sul-Americana, que vinha sendo usada desde 2005.
O Independiente del Valle se consagrou bicampeão do torneio após derrotar o São Paulo na final por 2–0. Com o título, o clube tem vaga garantida na Copa Libertadores da América de 2023 e o direito de jogar contra o vencedor da Copa Libertadores da América de 2022 na Recopa Sul-Americana de 2023, além de definir contra o vencedor da Liga Europa da UEFA de 2022–23 o Desafio de Clubes da UEFA–CONMEBOL de 2023, novo torneio internacional.

## Equipes classificadas
As seguintes 44 equipes das 10 associações da CONMEBOL que se qualificaram para o torneio:
- Argentina e Brasil: 6 vagas para cada um dos dois (totalizando 12 equipes que entram na competição diretamente na fase de grupos)
- 8 demais associações restantes: 4 vagas cada para a primeira fase (totalizando 32 equipes na primeira fase, das quais 16 se integrarão à fase de grupos)

| País                  | Equipe                 | Classificação | Fase           |
| --------------------- | ---------------------- | --- | -------------- |
| Argentina · (6 vagas) | Banfield               | Vencedor dos play-offs da Copa da Liga Profissional de 2020 para a Copa Sul-Americana                                                                    | Fase de grupos |
| Argentina · (6 vagas) | Defensa y Justicia     | Mais bem colocado na tabela geral da Copa da Liga Profissional de 2021 e da Primeira Divisão de 2021 e não classificado para a Copa Libertadores 2022    | Fase de grupos |
| Argentina · (6 vagas) | Independiente          | 2º mais bem colocado na tabela geral da Copa da Liga Profissional de 2021 e da Primeira Divisão de 2021 e não classificado para a Copa Libertadores 2022 | Fase de grupos |
| Argentina · (6 vagas) | Lanús                  | 3º mais bem colocado na tabela geral da Copa da Liga Profissional de 2021 e da Primeira Divisão de 2021 e não classificado para a Copa Libertadores 2022 | Fase de grupos |
| Argentina · (6 vagas) | Racing                 | 4º mais bem colocado na tabela geral da Copa da Liga Profissional de 2021 e da Primeira Divisão de 2021 e não classificado para a Copa Libertadores 2022 | Fase de grupos |
| Argentina · (6 vagas) | Unión de Santa Fe      | 5º mais bem colocado na tabela geral da Copa da Liga Profissional de 2021 e da Primeira Divisão de 2021 e não classificado para a Copa Libertadores 2022 | Fase de grupos |
| Bolívia · (4 vagas)   | Royal Pari             | 5º colocado do Campeonato Boliviano de 2021 | Primeira fase  |
| Bolívia · (4 vagas)   | Oriente Petrolero      | 6º colocado do Campeonato Boliviano de 2021 | Primeira fase  |
| Bolívia · (4 vagas)   | Jorge Wilstermann      | 7º colocado do Campeonato Boliviano de 2021 | Primeira fase  |
| Bolívia · (4 vagas)   | Guabirá                | 8º colocado do Campeonato Boliviano de 2021 | Primeira fase  |
| Brasil · (6 vagas)    | Atlético Goianiense    | Mais bem colocado do Campeonato Brasileiro Série A de 2021 e não classificado para a Copa Libertadores 2022                                              | Fase de grupos |
| Brasil · (6 vagas)    | Santos                 | 2º mais bem colocado do Campeonato Brasileiro Série A de 2021 e não classificado para a Copa Libertadores 2022                                           | Fase de grupos |
| Brasil · (6 vagas)    | Ceará                  | 3º mais bem colocado do Campeonato Brasileiro Série A de 2021 e não classificado para a Copa Libertadores 2022                                           | Fase de grupos |
| Brasil · (6 vagas)    | Internacional          | 4º mais bem colocado do Campeonato Brasileiro Série A de 2021 e não classificado para a Copa Libertadores 2022                                           | Fase de grupos |
| Brasil · (6 vagas)    | São Paulo              | 5º mais bem colocado do Campeonato Brasileiro Série A de 2021 e não classificado para a Copa Libertadores 2022                                           | Fase de grupos |
| Brasil · (6 vagas)    | Cuiabá                 | 6º mais bem colocado do Campeonato Brasileiro Série A de 2021 e não classificado para a Copa Libertadores 2022                                           | Fase de grupos |
| Chile · (4 vagas)     | Unión La Calera        | Mais bem colocado do Campeonato Chileno de 2021 e não classificado para a Copa Libertadores 2022                                                         | Primeira fase  |
| Chile · (4 vagas)     | Unión Española         | 2º mais bem colocado do Campeonato Chileno de 2021 e não classificado para a Copa Libertadores 2022                                                      | Primeira fase  |
| Chile · (4 vagas)     | Antofagasta            | 3º mais bem colocado do Campeonato Chileno de 2021 e não classificado para a Copa Libertadores 2022                                                      | Primeira fase  |
| Chile · (4 vagas)     | Ñublense               | 4º mais bem colocado do Campeonato Chileno de 2021 e não classificado para a Copa Libertadores 2022                                                      | Primeira fase  |
| Colômbia · (4 vagas)  | Junior de Barranquilla | Mais bem colocado do Campeonato Colombiano de 2021 e não classificado para a Copa Libertadores 2022                                                      | Primeira fase  |
| Colômbia · (4 vagas)  | América de Cali        | 2º mais bem colocado do Campeonato Colombiano de 2021 e não classificado para a Copa Libertadores 2022                                                   | Primeira fase  |
| Colômbia · (4 vagas)  | La Equidad             | 3º mais bem colocado do Campeonato Colombiano de 2021 e não classificado para a Copa Libertadores 2022                                                   | Primeira fase  |
| Colômbia · (4 vagas)  | Independiente Medellín | Campeão da Copa da Colômbia de 2020 | Primeira fase  |
| Equador · (4 vagas)   | 9 de Octubre           | Mais bem colocado do Campeonato Equatoriano de 2021 e não classificado para a Copa Libertadores 2022                                                     | Primeira fase  |
| Equador · (4 vagas)   | LDU Quito              | 2º mais bem colocado do Campeonato Equatoriano de 2021 e não classificado para a Copa Libertadores 2022                                                  | Primeira fase  |
| Equador · (4 vagas)   | Mushuc Runa            | 3º mais bem colocado do Campeonato Equatoriano de 2021 e não classificado para a Copa Libertadores 2022                                                  | Primeira fase  |
| Equador · (4 vagas)   | Delfín                 | 4º mais bem colocado do Campeonato Equatoriano de 2021 e não classificado para a Copa Libertadores 2022                                                  | Primeira fase  |
| Paraguai · (4 vagas)  | Nacional               | Mais bem colocado do Campeonato Paraguaio de 2021 e não classificado para a Copa Libertadores 2022                                                       | Primeira fase  |
| Paraguai · (4 vagas)  | Guaireña               | 2º mais bem colocado do Campeonato Paraguaio de 2021 e não classificado para a Copa Libertadores 2022                                                    | Primeira fase  |
| Paraguai · (4 vagas)  | Sol de América         | Vice-campeão da Copa do Paraguai de 2021 | Primeira fase  |
| Paraguai · (4 vagas)  | General Caballero JLM  | Campeão da División Intermedia de 2021 | Primeira fase  |
| Peru · (4 vagas)      | Melgar                 | Mais bem colocado do Campeonato Peruano de 2021 e não classificado para a Copa Libertadores 2022                                                         | Primeira fase  |
| Peru · (4 vagas)      | Cienciano              | 2º mais bem colocado do Campeonato Peruano de 2021 e não classificado para a Copa Libertadores 2022                                                      | Primeira fase  |
| Peru · (4 vagas)      | Sport Boys             | 3º mais bem colocado do Campeonato Peruano de 2021 e não classificado para a Copa Libertadores 2022                                                      | Primeira fase  |
| Peru · (4 vagas)      | Ayacucho               | 4º mais bem colocado do Campeonato Peruano de 2021 e não classificado para a Copa Libertadores 2022                                                      | Primeira fase  |
| Uruguai · (4 vagas)   | Cerro Largo            | Mais bem colocado do Campeonato Uruguaio de 2021 não classificado para a Copa Libertadores 2022                                                          | Primeira fase  |
| Uruguai · (4 vagas)   | Montevideo Wanderers   | 2º mais bem colocado do Campeonato Uruguaio de 2021 e não classificado para a Copa Libertadores 2022                                                     | Primeira fase  |
| Uruguai · (4 vagas)   | Liverpool              | 3º mais bem colocado do Campeonato Uruguaio de 2021 e não classificado para a Copa Libertadores 2022                                                     | Primeira fase  |
| Uruguai · (4 vagas)   | River Plate            | 4º mais bem colocado do Campeonato Uruguaio de 2021 e não classificado para a Copa Libertadores 2022                                                     | Primeira fase  |
| Venezuela · (4 vagas) | Estudiantes de Mérida  | 5º colocado da Fase Final A do Campeonato Venezuelano de 2021                                                                                            | Primeira fase  |
| Venezuela · (4 vagas) | Deportivo La Guaira    | 6º colocado da Fase Final A do Campeonato Venezuelano de 2021                                                                                            | Primeira fase  |
| Venezuela · (4 vagas) | Metropolitanos         | Vencedor da Fase Final B do Campeonato Venezuelano de 2021                                                                                               | Primeira fase  |
| Venezuela · (4 vagas) | Hermanos Colmenarez    | 2º colocado da Fase Final B do Campeonato Venezuelano de 2021                                                                                            | Primeira fase  |

Adicionalmente, doze equipes eliminadas da Copa Libertadores da América de 2022 foram transferidas para a Copa Sul-Americana, entrando quatro delas a partir da fase de grupos, e posteriormente as oito equipes que finalizaram em terceiro na fase de grupos da Libertadores entraram na fase de oitavas de final da Sul-Americana.
| Transferidos da Copa Libertadores            | Fase                                |
| Equipes eliminadas da terceira fase          | Equipes eliminadas da terceira fase |
| -------------------------------------------- | ----------------------------------- |
| Fluminense                                   | Fase de grupos                      |
| Everton                                      | Fase de grupos                      |
| Universidad Católica                         | Fase de grupos                      |
| Barcelona de Guayaquil                       | Fase de grupos                      |
| Equipes terceiro colocadas da fase de grupos |                                     |
| Deportivo Táchira                            | Oitavas de final                    |
| The Strongest                                | Oitavas de final                    |
| Nacional                                     | Oitavas de final                    |
| Independiente del Valle                      | Oitavas de final                    |
| Deportivo Cali                               | Oitavas de final                    |
| Colo-Colo                                    | Oitavas de final                    |
| Olimpia                                      | Oitavas de final                    |
| Universidad Católica                         | Oitavas de final                    |

## Calendário

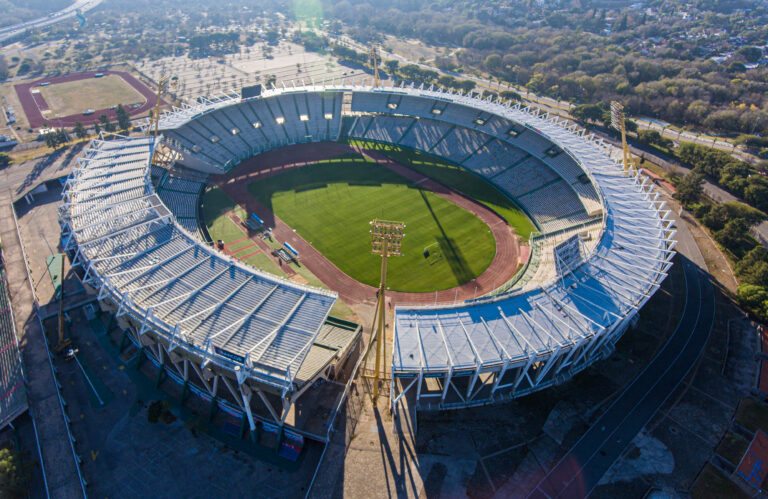
O Estádio Mario Alberto Kempes, em Córdova, na Argentina, foi o palco da final da competição.

O calendário de cada fase foi divulgado em 16 de agosto de 2021.
| Fase             | Data do sorteio        | Ida                                                   | Volta                                                 |
| ---------------- | ---------------------- | ----------------------------------------------------- | ----------------------------------------------------- |
| Primeira fase    | 20 de dezembro de 2021 | 8–10 de março                                         | 15–17 de março                                        |
| Fase de grupos   | 25 de março            | 5–7 de abril                                          | 5–7 de abril                                          |
| Fase de grupos   | 25 de março            | 12–14 de abril                                        |                                                       |
| Fase de grupos   | 25 de março            | 26–28 de abril                                        |                                                       |
| Fase de grupos   | 25 de março            | 3–5 de maio                                           |                                                       |
| Fase de grupos   | 25 de março            | 17–19 de maio                                         |                                                       |
| Fase de grupos   | 25 de março            | 24–26 de maio                                         |                                                       |
| Oitavas de final | 27 de maio             | 28–30 de junho                                        | 5–7 de julho                                          |
| Quartas de final | 27 de maio             | 2–4 de agosto                                         | 9–11 de agosto                                        |
| Semifinais       | 27 de maio             | 30 de agosto e 1 de setembro                          | 6–8 de setembro                                       |
| Final            | 27 de maio             | 1 de outubro Estádio Mario Alberto Kempes, em Córdova | 1 de outubro Estádio Mario Alberto Kempes, em Córdova |

## Sorteio
O sorteio da primeira fase foi realizado em 20 de dezembro de 2021, no Centro de Convenções da CONMEBOL em Luque, no Paraguai. Nesse mesmo dia as fases preliminares da Copa Libertadores de 2022 foram sorteadas.
Um total de 32 equipes foram sorteadas em 16 chaves, sendo que as quatro equipes de cada associação nacional (exceto Argentina e Brasil) foram emparelhadas contra um adversário da mesma associação.
|               | Bolívia                                                                          | Bolívia                                                                          | Paraguai                                                                             | Paraguai                                                                             |
| ------------- | -------------------------------------------------------------------------------- | -------------------------------------------------------------------------------- | ------------------------------------------------------------------------------------ | ------------------------------------------------------------------------------------ |
| Primeira fase | - Royal Pari - Oriente Petrolero - Jorge Wilstermann - Guabirá                   | - Royal Pari - Oriente Petrolero - Jorge Wilstermann - Guabirá                   | - Nacional - Guaireña - Sol de América - General Caballero JLM                       | - Nacional - Guaireña - Sol de América - General Caballero JLM                       |
| Primeira fase | Chile                                                                            | Chile                                                                            | Peru                                                                                 | Peru                                                                                 |
| Primeira fase | - Unión La Calera - Unión Española - Antofagasta - Ñublense                      | - Unión La Calera - Unión Española - Antofagasta - Ñublense                      | - Melgar - Cienciano - Sport Boys - Ayacucho                                         | - Melgar - Cienciano - Sport Boys - Ayacucho                                         |
| Primeira fase | Colômbia                                                                         | Colômbia                                                                         | Uruguai                                                                              | Uruguai                                                                              |
| Primeira fase | - Junior de Barranquilla - América de Cali - La Equidad - Independiente Medellín | - Junior de Barranquilla - América de Cali - La Equidad - Independiente Medellín | - Cerro Largo - Montevideo Wanderers - Liverpool - River Plate                       | - Cerro Largo - Montevideo Wanderers - Liverpool - River Plate                       |
| Primeira fase | Equador                                                                          | Equador                                                                          | Venezuela                                                                            | Venezuela                                                                            |
| Primeira fase | - 9 de Octubre - LDU Quito - Mushuc Runa - Delfín                                | - 9 de Octubre - LDU Quito - Mushuc Runa - Delfín                                | - Estudiantes de Mérida - Deportivo La Guaira - Metropolitanos - Hermanos Colmenarez | - Estudiantes de Mérida - Deportivo La Guaira - Metropolitanos - Hermanos Colmenarez |

Para a disputa da fase de grupos, um novo sorteio foi realizado em 25 de março, junto com o sorteio da fase de grupos da Copa Libertadores de 2022. As equipes foram divididas através dos potes de acordo com o ranking de clubes da CONMEBOL de 16 de dezembro de 2021, com as quatro equipes transferidas da terceira fase da Libertadores alocadas no pote 4. Os 32 participantes foram distribuídos em oito grupos com quatro equipes cada.
| Pote 1 | Pote 2 | Pote 3 | Pote 4 |
| --- | --- | --- | --- |
| - Santos (8) - Independiente (10) - São Paulo (13) - Internacional (17) - Racing (19) - LDU Quito (20) - Lanús (24) - Junior de Barranquilla (25) | - Defensa y Justicia (36) - Jorge Wilstermann (39) - Independiente Medellín (55) - Melgar (66) - Montevideo Wanderers (73) - Oriente Petrolero (84) - Deportivo La Guaira (89) - Unión La Calera (91) | - River Plate (95) - Atlético Goianiense (100) - Ceará (107) - Banfield (113) - Metropolitanos (131) - Unión de Santa Fe (143) - Ayacucho (191) - 9 de Octubre (192) | - Antofagasta (198) - Guaireña (224) - Cuiabá (254) - General Caballero JLM (–) - Fluminense (L1) - Everton (L2) - Universidad Católica (L3) - Barcelona de Guayaquil (L4) |

## Primeira fase
A primeira fase foi disputada por 32 equipes provenientes de Bolívia, Chile, Colômbia, Equador, Paraguai, Peru, Uruguai e Venezuela, em partidas eliminatórias regionais de ida e volta. Em caso de empate no placar agregado, a vaga será definida na disputa por pênaltis.
Em negrito, as equipes que avançaram.
| Chave | Equipe 1               | Total       | Equipe 2               | Ida | Volta |
| ----- | ---------------------- | ----------- | ---------------------- | --- | ----- |
| BOL1  | Jorge Wilstermann      | 4–3         | Guabirá                | 4–0 | 0–3   |
| BOL2  | Royal Pari             | 2–6         | Oriente Petrolero      | 2–3 | 0–3   |
| CHI1  | Unión Española         | 2–2 (1−4 p) | Antofagasta            | 1–2 | 1–0   |
| CHI2  | Ñublense               | 1–2         | Unión La Calera        | 0–0 | 1–2   |
| COL1  | La Equidad             | 1–3         | Junior de Barranquilla | 0–0 | 1–3   |
| COL2  | Independiente Medellín | 3–3 (3−1 p) | América de Cali        | 2–1 | 1–2   |
| ECU1  | Delfín                 | 1–3         | 9 de Octubre           | 1–1 | 0–2   |
| ECU2  | Mushuc Runa            | 1–3         | LDU Quito              | 0–2 | 1–1   |
| PAR1  | Nacional               | 0–1         | Guaireña               | 0–1 | 0–0   |
| PAR2  | Sol de América         | 1–5         | General Caballero JLM  | 0–3 | 1–2   |
| PER1  | Ayacucho               | 4–3         | Sport Boys             | 2–0 | 2–3   |
| PER2  | Cienciano              | 1–2         | Melgar                 | 1–1 | 0–1   |
| URU1  | Montevideo Wanderers   | 3–1         | Cerro Largo            | 2–1 | 1–0   |
| URU2  | Liverpool              | 0–3         | River Plate            | 0–1 | 0–2   |
| VEN1  | Estudiantes de Mérida  | 0–6         | Metropolitanos         | 0–2 | 0–4   |
| VEN2  | Hermanos Colmenarez    | 2–3         | Deportivo La Guaira    | 2–0 | 0–3   |

## Fase de grupos
A fase de grupos foi disputada pelas dezesseis equipes provenientes da fase anterior mais as doze classificadas de Argentina e Brasil, além das quatro perdedoras transferidas da terceira fase da Copa Libertadores da América de 2022. Somente os líderes de cada grupo avançaram à fase final.
| Legenda | Legenda                    |
| ------- | -------------------------- |
|         | Classificados à fase final |
|         | Eliminados                 |

### Grupo A
| Pos. | Equipe                 | Pts | J | V | E | D | GP | GC | SG |
| ---- | ---------------------- | --- | - | - | - | - | -- | -- | -- |
| 1    | Lanús                  | 11  | 6 | 3 | 2 | 1 | 7  | 4  | +3 |
| 2    | Barcelona de Guayaquil | 9   | 6 | 2 | 3 | 1 | 9  | 8  | +1 |
| 3    | Montevideo Wanderers   | 8   | 6 | 2 | 2 | 2 | 6  | 7  | –1 |
| 4    | Metropolitanos         | 3   | 6 | 0 | 3 | 3 | 3  | 6  | –3 |

|                        | LAN | MWA | MET | BAR |
| ---------------------- | --- | --- | --- | --- |
| Lanús                  |     | 1–2 | 1–0 | 3–1 |
| Montevideo Wanderers   | 0–1 |     | 1–1 | 0–0 |
| Metropolitanos         | 0–0 | 0–1 |     | 2–2 |
| Barcelona de Guayaquil | 1–1 | 4–2 | 1–0 |     |

### Grupo B
| Pos. | Equipe      | Pts | J | V | E | D | GP | GC | SG |
| ---- | ----------- | --- | - | - | - | - | -- | -- | -- |
| 1    | Melgar      | 12  | 6 | 4 | 0 | 2 | 10 | 6  | +4 |
| 2    | Racing      | 12  | 6 | 4 | 0 | 2 | 7  | 5  | +2 |
| 3    | Cuiabá      | 6   | 6 | 2 | 0 | 4 | 7  | 10 | –3 |
| 4    | River Plate | 6   | 6 | 2 | 0 | 4 | 5  | 8  | –3 |

|             | RAC | MEL | RPU | CUI |
| ----------- | --- | --- | --- | --- |
| Racing      |     | 1–0 | 0–1 | 2–0 |
| Melgar      | 3–1 |     | 2–0 | 3–1 |
| River Plate | 0–1 | 1–2 |     | 1–2 |
| Cuiabá      | 1–2 | 2–0 | 1–2 |     |

### Grupo C
| Pos. | Equipe               | Pts | J | V | E | D | GP | GC | SG |
| ---- | -------------------- | --- | - | - | - | - | -- | -- | -- |
| 1    | Santos               | 11  | 6 | 3 | 2 | 1 | 7  | 5  | +2 |
| 2    | Unión La Calera      | 11  | 6 | 3 | 2 | 1 | 6  | 4  | +2 |
| 3    | Universidad Católica | 5   | 6 | 1 | 2 | 3 | 7  | 8  | –1 |
| 4    | Banfield             | 5   | 6 | 1 | 2 | 3 | 3  | 6  | –3 |

|                      | SAN | ULC | BAN | UCE |
| -------------------- | --- | --- | --- | --- |
| Santos               |     | 1–0 | 1–1 | 3–2 |
| Unión La Calera      | 1–1 |     | 1–0 | 3–2 |
| Banfield             | 1–0 | 0–1 |     | 1–1 |
| Universidad Católica | 0–1 | 0–0 | 2–0 |     |

### Grupo D
| Pos. | Equipe            | Pts | J | V | E | D | GP | GC | SG |
| ---- | ----------------- | --- | - | - | - | - | -- | -- | -- |
| 1    | São Paulo         | 16  | 6 | 5 | 1 | 0 | 12 | 3  | +9 |
| 2    | Everton           | 11  | 6 | 3 | 2 | 1 | 7  | 4  | +3 |
| 3    | Ayacucho          | 4   | 6 | 1 | 1 | 4 | 5  | 8  | –3 |
| 4    | Jorge Wilstermann | 2   | 6 | 0 | 2 | 4 | 2  | 11 | –9 |

|                   | SPA | JWI | AYA | EVE |
| ----------------- | --- | --- | --- | --- |
| São Paulo         |     | 3–0 | 1–0 | 2–0 |
| Jorge Wilstermann | 1–3 |     | 0–2 | 0–2 |
| Ayacucho          | 2–3 | 0–0 |     | 0–2 |
| Everton           | 0–0 | 1–1 | 2–1 |     |

### Grupo E
| Pos. | Equipe                 | Pts | J | V | E | D | GP | GC | SG |
| ---- | ---------------------- | --- | - | - | - | - | -- | -- | -- |
| 1    | Internacional          | 12  | 6 | 3 | 3 | 0 | 12 | 5  | +7 |
| 2    | Guaireña               | 10  | 6 | 2 | 4 | 0 | 10 | 8  | +2 |
| 3    | Independiente Medellín | 5   | 6 | 1 | 2 | 3 | 8  | 11 | –3 |
| 4    | 9 de Octubre           | 4   | 6 | 1 | 1 | 4 | 9  | 15 | –6 |

|                        | INT | DIM | 9OC | GRN |
| ---------------------- | --- | --- | --- | --- |
| Internacional          |     | 2–0 | 5–1 | 1–1 |
| Independiente Medellín | 0–1 |     | 2–1 | 1–1 |
| 9 de Octubre           | 2–2 | 3–2 |     | 2–3 |
| Guaireña               | 1–1 | 3–3 | 1–0 |     |

### Grupo F
| Pos. | Equipe              | Pts | J | V | E | D | GP | GC | SG |
| ---- | ------------------- | --- | - | - | - | - | -- | -- | -- |
| 1    | Atlético Goianiense | 13  | 6 | 4 | 1 | 1 | 11 | 5  | +6 |
| 2    | LDU Quito           | 11  | 6 | 3 | 2 | 1 | 11 | 9  | +2 |
| 3    | Antofagasta         | 6   | 6 | 2 | 0 | 4 | 6  | 11 | –5 |
| 4    | Defensa y Justicia  | 4   | 6 | 1 | 1 | 4 | 8  | 11 | –3 |

|                     | LDU | DYJ | ATG | ANT |
| ------------------- | --- | --- | --- | --- |
| LDU Quito           |     | 2–2 | 1–1 | 4–0 |
| Defensa y Justicia  | 1–2 |     | 0–1 | 0–2 |
| Atlético Goianiense | 4–0 | 3–2 |     | 1–0 |
| Antofagasta         | 1–2 | 1–3 | 2–1 |     |

### Grupo G
| Pos. | Equipe                | Pts | J | V | E | D | GP | GC | SG  |
| ---- | --------------------- | --- | - | - | - | - | -- | -- | --- |
| 1    | Ceará                 | 18  | 6 | 6 | 0 | 0 | 17 | 1  | +16 |
| 2    | Independiente         | 12  | 6 | 4 | 0 | 2 | 13 | 4  | +9  |
| 3    | General Caballero JLM | 4   | 6 | 1 | 1 | 4 | 2  | 15 | –13 |
| 4    | Deportivo La Guaira   | 1   | 6 | 0 | 1 | 5 | 1  | 13 | –12 |

|                       | IND | DLG | CEA | GCA |
| --------------------- | --- | --- | --- | --- |
| Independiente         |     | 4–0 | 0–2 | 2–0 |
| Deportivo La Guaira   | 0–2 |     | 0–2 | 0–1 |
| Ceará                 | 2–1 | 3–0 |     | 6–0 |
| General Caballero JLM | 0–4 | 1–1 | 0–2 |     |

### Grupo H
| Pos. | Equipe                 | Pts | J | V | E | D | GP | GC | SG  |
| ---- | ---------------------- | --- | - | - | - | - | -- | -- | --- |
| 1    | Unión de Santa Fe      | 12  | 6 | 3 | 3 | 0 | 10 | 2  | +8  |
| 2    | Fluminense             | 11  | 6 | 3 | 2 | 1 | 15 | 5  | +10 |
| 3    | Junior de Barranquilla | 10  | 6 | 3 | 1 | 2 | 10 | 8  | +2  |
| 4    | Oriente Petrolero      | 0   | 6 | 0 | 0 | 6 | 3  | 23 | –20 |

|                        | JUN | ORI | USF | FLU  |
| ---------------------- | --- | --- | --- | ---- |
| Junior de Barranquilla |     | 2–0 | 0–4 | 3–0  |
| Oriente Petrolero      | 1–3 |     | 1–3 | 1–10 |
| Unión de Santa Fe      | 1–1 | 2–0 |     | 0–0  |
| Fluminense             | 2–1 | 3–0 | 0–0 |      |

## Fase final
Após a conclusão da fase de grupos, um sorteio em 27 de maio definiu o chaveamento das equipes classificadas a partir das oitavas de final até a final.
As equipes classificadas na fase de grupos (pote 1 no sorteio) enfrentaram as equipes eliminadas na fase correspondente da Copa Libertadores (pote 2), podendo ser sorteadas equipes de um mesmo país. A pontuação obtida na fase de grupos serviu para a definição dos mandos de campo até a semifinal, com as equipes melhores posicionadas (classificados da fase de grupos da Sul-Americana) sempre realizando o jogo de volta como local (numerados de 1 a 16).
Equipes classificadas
| Nº | Classificados da fase de grupos | Pts | SG  | Gr. |
| -- | ------------------------------- | --- | --- | --- |
| 1  | Ceará                           | 18  | +16 | G   |
| 2  | São Paulo                       | 16  | +9  | D   |
| 3  | Atlético Goianiense             | 13  | +6  | F   |
| 4  | Unión de Santa Fe               | 12  | +8  | H   |
| 5  | Internacional                   | 12  | +7  | E   |
| 6  | Melgar                          | 12  | +4  | B   |
| 7  | Lanús                           | 11  | +3  | A   |
| 8  | Santos                          | 11  | +2  | C   |

| Nº | Eliminados da Copa Libertadores | Pts | SG | Gr. |
| -- | ------------------------------- | --- | -- | --- |
| 9  | Deportivo Cali                  | 8   | +3 | E   |
| 10 | Independiente del Valle         | 8   | +2 | D   |
| 11 | Olimpia                         | 8   | 0  | G   |
| 12 | Nacional                        | 7   | 0  | C   |
| 13 | Colo-Colo                       | 7   | –4 | F   |
| 14 | Deportivo Táchira               | 7   | –6 | A   |
| 15 | The Strongest                   | 6   | +1 | B   |
| 16 | Universidad Católica            | 4   | –5 | H   |

### Esquema
As equipes que estão na parte superior do confronto possuem o mando de campo no primeiro jogo e em negrito as equipes classificadas.
|  | Oitavas de final          | Oitavas de final         | Oitavas de final         | Oitavas de final         |       |                   | Quartas de final | Quartas de final | Quartas de final | Quartas de final |  |                         | Semifinais                   | Semifinais                   | Semifinais                   | Semifinais                   |           |   | Final        | Final        |
|  | 28 de junho a 7 de julho  | 28 de junho a 7 de julho | 28 de junho a 7 de julho | 28 de junho a 7 de julho |       |                   | 2 a 11 de agosto | 2 a 11 de agosto | 2 a 11 de agosto | 2 a 11 de agosto |  |                         | 31 de agosto a 8 de setembro | 31 de agosto a 8 de setembro | 31 de agosto a 8 de setembro | 31 de agosto a 8 de setembro |           |   | 1 de outubro | 1 de outubro |
|  |                           |                          |                          |                          |       |                   |                  |                  |                  |                  |  |                         |                              |                              |                              |                              |           |   |              |              |
|  | Nacional                  | 2                        | 2                        | 4                        |       |                   |                  |                  |                  |                  |  |                         |                              |                              |                              |                              |           |   |              |              |
|  | Unión de Santa Fe         | 0                        | 1                        | 1                        |       |                   |                  |                  |                  |                  |  |                         |                              |                              |                              |                              |           |   |              |              |
|  | Unión de Santa Fe         | 0                        | 1                        | 1                        |       | Nacional          | 0                | 0                | 0                |                  |  |                         |                              |                              |                              |                              |           |   |              |              |
|  |                           |                          |                          |                          |       | Nacional          | 0                | 0                | 0                |                  |  |                         |                              |                              |                              |                              |           |   |              |              |
|  |                           | Atlético Goianiense      | 1                        | 3                        | 4     |                   |                  |                  |                  |                  |  |                         |                              |                              |                              |                              |           |   |              |              |
|  | Olimpia                   | Atlético Goianiense      | 1                        | 3                        | 4     | 2                 | 0                | 2 (3)            |                  |                  |  |                         |                              |                              |                              |                              |           |   |              |              |
|  | Olimpia                   |                          |                          |                          |       | 2                 | 0                | 2 (3)            |                  |                  |  |                         |                              |                              |                              |                              |           |   |              |              |
|  | Atlético Goianiense (pen) | 0                        | 2                        | 2 (5)                    |       |                   |                  |                  |                  |                  |  |                         |                              |                              |                              |                              |           |   |              |              |
|  | Atlético Goianiense (pen) | 0                        | 2                        | 2 (5)                    |       |                   |                  |                  |                  |                  |  | Atlético Goianiense     | 3                            | 0                            | 3 (2)                        |                              |           |   |              |              |
|  |                           |                          |                          |                          |       |                   |                  |                  |                  |                  |  | Atlético Goianiense     | 3                            | 0                            | 3 (2)                        |                              |           |   |              |              |
|  |                           | São Paulo (pen)          | 1                        | 2                        | 3 (4) |                   |                  |                  |                  |                  |  |                         |                              |                              |                              |                              |           |   |              |              |
|  | Universidad Católica      | São Paulo (pen)          | 1                        | 2                        | 3 (4) | 2                 | 1                | 3                |                  |                  |  |                         |                              |                              |                              |                              |           |   |              |              |
|  | Universidad Católica      |                          |                          |                          |       | 2                 | 1                | 3                |                  |                  |  |                         |                              |                              |                              |                              |           |   |              |              |
|  | São Paulo                 | 4                        | 4                        | 8                        |       |                   |                  |                  |                  |                  |  |                         |                              |                              |                              |                              |           |   |              |              |
|  | São Paulo                 | 4                        | 4                        | 8                        |       | São Paulo (pen)   | 1                | 1                | 2 (4)            |                  |  |                         |                              |                              |                              |                              |           |   |              |              |
|  |                           |                          |                          |                          |       | São Paulo (pen)   | 1                | 1                | 2 (4)            |                  |  |                         |                              |                              |                              |                              |           |   |              |              |
|  |                           | Ceará                    | 0                        | 2                        | 2 (3) |                   |                  |                  |                  |                  |  |                         |                              |                              |                              |                              |           |   |              |              |
|  | The Strongest             | Ceará                    | 0                        | 2                        | 2 (3) | 1                 | 0                | 1                |                  |                  |  |                         |                              |                              |                              |                              |           |   |              |              |
|  | The Strongest             |                          |                          |                          |       | 1                 | 0                | 1                |                  |                  |  |                         |                              |                              |                              |                              |           |   |              |              |
|  | Ceará                     | 2                        | 3                        | 5                        |       |                   |                  |                  |                  |                  |  |                         |                              |                              |                              |                              |           |   |              |              |
|  | Ceará                     | 2                        | 3                        | 5                        |       |                   |                  |                  |                  |                  |  |                         |                              |                              |                              |                              | São Paulo | 0 |              |              |
|  |                           |                          |                          |                          |       |                   |                  |                  |                  |                  |  |                         |                              |                              |                              |                              |           | 0 |              |              |
|  |                           | Independiente del Valle  | 2                        |                          |       |                   |                  |                  |                  |                  |  |                         |                              |                              |                              |                              |           |   |              |              |
|  | Deportivo Táchira (pen)   | Independiente del Valle  | 2                        | 1                        | 1     | 2 (4)             |                  |                  |                  |                  |  |                         |                              |                              |                              |                              |           |   |              |              |
|  | Deportivo Táchira (pen)   |                          |                          | 1                        | 1     | 2 (4)             |                  |                  |                  |                  |  |                         |                              |                              |                              |                              |           |   |              |              |
|  | Santos                    | 1                        | 1                        | 2 (2)                    |       |                   |                  |                  |                  |                  |  |                         |                              |                              |                              |                              |           |   |              |              |
|  | Santos                    | 1                        | 1                        | 2 (2)                    |       | Deportivo Táchira | 0                | 1                | 1                |                  |  |                         |                              |                              |                              |                              |           |   |              |              |
|  |                           |                          |                          |                          |       | Deportivo Táchira | 0                | 1                | 1                |                  |  |                         |                              |                              |                              |                              |           |   |              |              |
|  |                           | Independiente del Valle  | 1                        | 4                        | 5     |                   |                  |                  |                  |                  |  |                         |                              |                              |                              |                              |           |   |              |              |
|  | Independiente del Valle   | Independiente del Valle  | 1                        | 4                        | 5     | 2                 | 0                | 2                |                  |                  |  |                         |                              |                              |                              |                              |           |   |              |              |
|  | Independiente del Valle   |                          |                          |                          |       | 2                 | 0                | 2                |                  |                  |  |                         |                              |                              |                              |                              |           |   |              |              |
|  | Lanús                     | 1                        | 0                        | 1                        |       |                   |                  |                  |                  |                  |  |                         |                              |                              |                              |                              |           |   |              |              |
|  | Lanús                     | 1                        | 0                        | 1                        |       |                   |                  |                  |                  |                  |  | Independiente del Valle | 3                            | 3                            | 6                            |                              |           |   |              |              |
|  |                           |                          |                          |                          |       |                   |                  |                  |                  |                  |  | Independiente del Valle | 3                            | 3                            | 6                            |                              |           |   |              |              |
|  |                           | Melgar                   | 0                        | 0                        | 0     |                   |                  |                  |                  |                  |  |                         |                              |                              |                              |                              |           |   |              |              |
|  | Deportivo Cali            | Melgar                   | 0                        | 0                        | 0     | 0                 | 1                | 1                |                  |                  |  |                         |                              |                              |                              |                              |           |   |              |              |
|  | Deportivo Cali            |                          |                          |                          |       | 0                 | 1                | 1                |                  |                  |  |                         |                              |                              |                              |                              |           |   |              |              |
|  | Melgar                    | 0                        | 2                        | 2                        |       |                   |                  |                  |                  |                  |  |                         |                              |                              |                              |                              |           |   |              |              |
|  | Melgar                    | 0                        | 2                        | 2                        |       | Melgar (pen)      | 0                | 0                | 0 (3)            |                  |  |                         |                              |                              |                              |                              |           |   |              |              |
|  |                           |                          |                          |                          |       | Melgar (pen)      | 0                | 0                | 0 (3)            |                  |  |                         |                              |                              |                              |                              |           |   |              |              |
|  |                           | Internacional            | 0                        | 0                        | 0 (1) |                   |                  |                  |                  |                  |  |                         |                              |                              |                              |                              |           |   |              |              |
|  | Colo-Colo                 | Internacional            | 0                        | 0                        | 0 (1) | 2                 | 1                | 3                |                  |                  |  |                         |                              |                              |                              |                              |           |   |              |              |
|  | Colo-Colo                 |                          |                          |                          |       | 2                 | 1                | 3                |                  |                  |  |                         |                              |                              |                              |                              |           |   |              |              |
|  | Internacional             | 0                        | 4                        | 4                        |       |                   |                  |                  |                  |                  |  |                         |                              |                              |                              |                              |           |   |              |              |

### Final
| 1 de outubro de 2022 | São Paulo | 0 – 2     | Independiente del Valle  | Estádio Mario Alberto Kempes, Córdova      |
| 17:00 (UTC−3)        |           | Relatório | Díaz 13' · Faravelli 67' | Público: 24 683 Árbitro: COL Wilmar Roldán |

## Premiação
| Copa Sul-Americana de 2022                   |
| Equador                                      |
| -------------------------------------------- |
| Independiente del Valle Campeão (2.º título) |

## Estatísticas
| Jogador         | Equipe                  | Gols[carece de fontes?] |
| --------------- | ----------------------- | ----------------------- |
| Bernardo Cuesta | Melgar                  | 8                       |
| Stiven Mendoza  | Ceará                   | 6                       |
| Lautaro Díaz    | Independiente del Valle | 5                       |
| Luciano         | São Paulo               | 5                       |
| Mario Otazú     | Guaireña                | 5                       |
| Miguel Borja    | Junior de Barranquilla  | 5                       |

| Jogador         | Equipe                  | Assis.[carece de fontes?] |
| --------------- | ----------------------- | ------------------------- |
| Danny Luna      | 9 de Octubre            | 5                         |
| Junior Sornoza  | Independiente del Valle | 4                         |
| Diego Churín    | Atlético Goianiense     | 3                         |
| Jorginho        | Atlético Goianiense     | 3                         |
| Richard Salinas | Guaireña                | 3                         |
| Taison          | Internacional           | 3                         |
| Willian         | Fluminense              | 3                         |

### Hat-tricks
| Jogador         | Clube         | Adversário        | Placar   | Data       | Ref.   |
| --------------- | ------------- | ----------------- | -------- | ---------- | ------ |
| Rodrigo Dourado | Internacional | 9 de Octubre      | 5–1 (C)  | 24 de maio | [ 14 ] |
| Matheus Martins | Fluminense    | Oriente Petrolero | 10–1 (F) | 26 de maio | [ 15 ] |
| Germán Cano     | Fluminense    | Oriente Petrolero | 10–1 (F) | 26 de maio | [ 15 ] |

## Maiores públicos
Esses são os dez maiores públicos do campeonato:
| Nº | Público | Mandante            | Placar | Visitante               | Estádio            | Data          | Fase      | Ref.   |
| -- | ------- | ------------------- | ------ | ----------------------- | ------------------ | ------------- | --------- | ------ |
| 1  | 53 988  | São Paulo           | 2–0    | Atlético Goianiense     | Morumbi            | 8 de setembro | Semifinal | [ 16 ] |
| 2  | 53 582  | Ceará               | 2–1    | São Paulo               | Arena Castelão     | 10 de agosto  | Quartas   | [ 17 ] |
| 3  | 52 338  | São Paulo           | 1–0    | Ceará                   | Morumbi            | 3 de agosto   | Quartas   | [ 18 ] |
| 4  | 47 097  | São Paulo           | 4–1    | Universidad Católica    | Morumbi            | 7 de julho    | Oitavas   | [ 19 ] |
| 5  | 46 231  | Ceará               | 3–0    | The Strongest           | Arena Castelão     | 6 de julho    | Oitavas   | [ 20 ] |
| 6  | 43 191  | Internacional       | 0–0    | Melgar                  | Beira-Rio          | 11 de agosto  | Quartas   | [ 21 ] |
| 7  | 40 598  | Internacional       | 4–1    | Colo-Colo               | Beira-Rio          | 5 de julho    | Oitavas   | [ 22 ] |
| 8  | ≅40 000 | Melgar              | 0–3    | Independiente del Valle | Monumental da UNSA | 7 de setembro | Semifinal | [ 23 ] |
| 9  | 33 864  | Ceará               | 2–1    | Independiente           | Arena Castelão     | 5 de abril    | Grupo G   | [ 24 ] |
| 10 | 33 047  | Atlético Goianiense | 3–1    | São Paulo               | Serra Dourada      | 1 de setembro | Semifinal | [ 25 ] |